# Gruey-lès-Surance
Gruey-lès-Surance – miejscowość i gmina we Francji, w regionie Grand Est, w departamencie Wogezy.
Według danych na rok 1990 gminę zamieszkiwały 302 osoby, a gęstość zaludnienia wynosiła 11 osób/km² (wśród 2335 gmin Lotaryngii Gruey-lès-Surance plasuje się na 748. miejscu pod względem liczby ludności, natomiast pod względem powierzchni na miejscu 78.).